# Gig-radnici
Gig-radnici jesu neovisni radnici, radnici na online platformama, radnici ugovornih tvrtki, radnici na poziv i privremeni radnici. Gig-radnici ulaze u formalne ugovore s tvrtkama na zahtjev kako bi pružili usluge klijentima tvrtke.
U mnogim zemljama još uvijek se vodi rasprava o pravnoj klasifikaciji gig-radnika, pri čemu tvrtke svoje radnike klasificiraju kao "neovisne radnike", dok zagovornici organiziranog rada lobiraju da ih se klasificira kao "zaposlenike", što bi tvrtke zakonski obvezalo da pruže puni niz pogodnosti koje se nude zaposlenicima, kao što su plaćanje prekovremenih sati s povećanim koeficijentom, plaćeni bolovanje, zdravstvena zaštita koju osigurava poslodavac, pravo na kolektivno pregovaranje i osiguranje od nezaposlenosti, među ostalima. U 2020. godini, glasači u Kaliforniji odobrili su kalifornijski prijedlog 22 2020., koji je stvorio treću klasifikaciju radnika, prema kojoj su vozači gig-radnika klasificirani kao izvođači radova, ali dobivaju neke pogodnosti, poput minimalne plaće, naknade za prijeđenu kilometražu i drugih.

## Etimologija pojmagig
Gig ima različita značenja na engleskom jeziku, uključujući vrstu čamca i račvasto koplje, ali ima dva glavna, moderna, neformalna značenja: svaki plaćeni posao ili uloga, posebno za glazbenika ili scenskih izvođača i svaki posao, posebno onaj koji je privremen.
Podrijetlo pojma gig je neizvjesno. Najranija upotreba riječi gig u značenju "bilo kakav, uobičajeni privremeni, plaćeni posao" je iz djela Jacka Kerouaca iz 1952. o njegovom nastupu kao honorarnog kočničara za južnopacifičku željeznicu.

## Pozadina
Tijekom 2000-ih godina, digitalna transformacija ekonomije i industrije se brzo razvijala zahvaljujući razvoju informacijsko-komunikacijskih tehnologija poput Interneta i popularizaciji pametnih telefona. Kao rezultat toga, platforme na zahtjev bazirane na digitalnoj tehnologiji stvorile su poslove i oblike zapošljavanja koji se razlikuju od postojećih offline transakcija po razini dostupnosti, praktičnosti i konkurentnosti cijene. Općenito, "rad" se opisuje kao radnik s punim radnim vremenom i fiksnim radnim satima, uključujući pogodnosti. Ali definicija rada se počela mijenjati s promjenjivim ekonomskim uvjetima i kontinuiranim tehnološkim napretkom, a promjena u ekonomiji stvorila je novu radnu snagu koju karakterizira nezavisni i ugovorni rad.
Uberizacija je neologizam koji opisuje komercijalizaciju postojeće uslužne djelatnosti od strane novih sudionika koji koriste računalne platforme, kao što su mobilne aplikacije, kako bi se objedinile transakcije između klijenata i pružatelja usluga, često zaobilazeći ulogu postojećih posrednika kao dijela takozvana platformska ekonomija. Ovaj poslovni model ima drugačije operativne troškove u usporedbi s tradicionalnim poslovanjem. Izraz je izveden iz naziva tvrtke Uber. Uberizacija je također izazvala zabrinutost zbog vladinih propisa i oporezivanja, utoliko što je formalizirana primjena ekonomije dijeljenja dovela do sporova oko toga do koje mjere bi pružatelj usluga putem uberizirane platforme trebao biti odgovoran za korporativne propise i porezne obveze.  Poslovni formati uberizacije karakteriziraju se korištenjem digitalne platforme koja omogućuje transakcije između pojedinaca ili kvazi pojedinaca, smanjujući udaljenost između pružatelja i kupca usluge, te korištenje sustava ocjenjivanja kvalitete usluge pružene od strane pružatelja.
U 2018. godini, 36% radnika u SAD-u se pridružilo gig-ekonomiji kroz svoje primarne ili sekundarne poslove. Broj ljudi koji rade u vodećim gospodarstvima općenito je manji od 10 posto ekonomski sposobnog stanovništva, prema istraživanju. U Europi je 9,7 posto odraslih osoba iz 14 zemalja EU-a sudjelovalo u gig-ekonomiji 2017. godine, prema istraživanju. Istovremeno se procjenjuje da veličina radne snage gig-radnika, koja obuhvaća nezavisne ili nekonvencionalne radnike, iznosi 20% do 30% ekonomski aktivnog stanovništva u SAD-u i Europi.
Studija McKinsey Global Institutea iz 2016. zaključila je da je u Americi i Engleskoj ukupno 162 milijuna ljudi koji su bili uključeni u neku vrstu nezavisnog i samostalnog rada. Osim toga, njihova je plaća povezana s poslovima koje obavljaju, a koji mogu biti dostave, najmovi ili druge usluge.
Budući da se velik dio posla može obaviti putem interneta, zaposlenici se natječu jedni s drugima na 'planetarnom tržištu rada'.

## Razlike

### Radnici na određeno vrijeme
Postoji mnogo čimbenika koji utječu na poželjan posao, a najbolji poslodavci usredotočuju se na aspekte posla koji su najprivlačniji sve konkurentnijoj i fleksibilnijoj radnoj snazi današnjice. Tradicionalni radnici imaju dugoročni odnos poslodavca i zaposlenika u kojem radnik prima plaću po satu ili godini, zarađujući satnicu ili plaću. Izvan tog aranžmana, posao obično biva privremen ili temelji se na projektima, a radnici su unajmljeni da dovrše određeni zadatak ili za određeno vrijeme. Koordinacija poslova putem tvrtke na zahtjev smanjuje ulazne i operativne troškove za pružatelje usluga i omogućuje radnicima da se fleksibilnije uključe na tržištima gig-ova (tj. imaju veću fleksibilnost oko radnih sati). Freelanceri prodaju svoje vještine kako bi maksimizirali svoju slobodu, dok stalni gig-radnici koriste digitalne platforme za usluge na zahtjev i aplikacije za uparivanje poslova kako bi unaprijedili svoje vještine.

### Gig-radnici u odnosu na ugovorne radnike bez radnog vremena
Važno je razlikovati zapošljavanje u podjeljenom gospodarstvu od zapošljavanja putem ugovora bez radnog vremena, pojma koji se uglavnom koristi u Ujedinjenom Kraljevstvu kako bi se odnosio na ugovor prema kojem poslodavac nije obvezan osigurati minimalan broj radnih sati radniku. Zapošljavanje u gig-ekonomiji podrazumijeva primanje naknade za jedan ključni pokazatelj uspješnosti, koji se, primjerice, može definirati kao broj dostavljenih paketa ili izvršenih vožnji taksijem. Druga značajka je da zaposlenici mogu odbiti prihvatiti narudžbu. Iako poslodavci ne moraju jamčiti zaposlenje ili zaposlenici također mogu odbiti uzeti narudžbu prema ugovoru o nula sati, radnici pod takvim ugovorom plaćeni su po satu, a ne izravno kroz poslovno povezane pokazatelje kao u slučaju gig-ekonomije.

## Prednosti i nedostatci
Gig-radnici imaju visoku razinu fleksibilnosti, autonomije, raznolikosti zadataka i složenosti. Gig-ekonomija je također izazvala neke zabrinutosti. Prvo, ovi poslovi općenito ne pružaju mnogo beneficija i zaštite radnika koje su osigurane od strane poslodavaca. Drugo, tehnološki razvoji koji se događaju na radnom mjestu doveli su do zamagljivanja pravnih definicija pojmova "radnik" i "poslodavac" na načine koji su bili nezamislivi kada su propisi o zapošljavanju u Sjedinjenim Američkim Državama poput Wagnerovog zakona iz 1935. i Zakona o poštenim radnim standardima iz napisane su 1938. Ovi mehanizmi kontrole mogu rezultirati niskom plaćom, društvenom izolacijom, nedruštvenim i nepravilnim radnim vremenom, prekovremenim radom, nedostatkom sna i iscrpljenošću.
Prema izvješću Svjetske zdravstvene organizacije i Međunarodne organizacije rada iz 2021., širenje gig-ekonomije može se smatrati značajnim čimbenikom za povećanje smrtnosti radnika za one koji rade više od 55 sati tjedno (u odnosu na one koji rade 35 –40 sati), popevši se sa 600 000 umrlih 2000. na 750 000 2016. Izvješće je pokazalo da je 2016. godine 9% svjetske populacije radilo više od 55 sati tjedno, a to je bilo češće među muškarcima, kao i radnicima u regijama Zapadnog Pacifika i Jugoistočne Azije. Rad je također ukazao na loše rezultate mentalnog zdravlja među gig-radnicima.
Zakonodavna tijela usvojila su propise namijenjene zaštiti radnika u gig-ekonomiji, uglavnom prisiljavajući poslodavce da radnicima u gig-ekonomiji daju pogodnosti koje su inače rezervirane za tradicionalne zaposlenike. Kritičari takvih propisa ustvrdili su da te obveze imaju negativne posljedice, pri čemu poslodavci gotovo neizbježno smanjuju plaće kako bi nadoknadili povećane beneficije ili čak prekidaju radni odnos kada nemaju manevarskog prostora za smanjenje plaća.

## Spol i gig-rad
Postoji nekoliko razlika između spolova u gig-ekonomiji, od broja žena koje sudjeluju do razlike u plaćama. Globalno, razlike u spolovima u sudjelovanju žena u gig-ekonomiji variraju. Na primjer, u Sjedinjenim Američkim Državama, žene čine 55% populacije radnika u gig-ekonomiji, dok u Indiji oko 28% radnika u gig-ekonomiji su žene.

### Spol i vrsta posla
Gig poslovi su doživjeli slične rodno uvjetovane podjele koje postoje u tradicionalnom radu. Platforma ekonomija posebno privlači žene koje pružaju usluge zbog fleksibilnosti koju nudi. Na primjer, 80% žena na DoorDash-u je reklo da je fleksibilnost glavni razlog zbog kojeg se bave gig-poslovima. Jedan od razloga za to je taj što mnoge žene moraju uskladiti rad s obiteljskim obvezama i stoga su sklonije sudjelovanju u gig-poslovima zbog rasporeda rada.
Ipak, uočen je nedavni porast žena u dostavnom gospodarstvu. Žene sada čine nešto manje od polovice dostavljača na Uber Eats platformi. OOsim fleksibilnosti, žene više vole raditi u dostavi nego u uslugama vožnje zbog sigurnosnih problema koji proizlaze iz vožnje za usluge vožnje. Podneseno je nekoliko pritužbi na seksualno uznemiravanje od strane ženskih vozača Ubera. Sigurnosni problemi doprinose vrsti gig-poslova u kojima se žene odlučuju sudjelovati.

### Spol i plaća
Literatura o rodnom jazu u plaćama u platformskim ekonomijama je različita. No, mnoge studije pokazuju da žene i dalje zarađuju manje od muškaraca, čak i u platformskim ekonomijama.

## Starost i rad u Sjedinjenim Američkim Državama
Kvalificirani radnici svih dobnih skupina sudjeluju u gig-ekonomiji. Najveći postotak Amerikanaca koji izvješćuju da su barem jednom zaradili novac putem gig-rada pronađenog preko online platforme su oni između 18 i 29 godina, s udjelom od 30%. Sudjelovanje pada na 18% za osobe između 30 i 49 godina te je niže za osobe starije od 50 godina. Konzultantska tvrtka McKinsey razliku u sudjelovanju po dobi djelomično pripisuje niskoj prepreci ulaska u gig-rad jer su mladi odrasli još uvijek razvijaju vještine marketinga za druge poslove.
Zanimljivo je da American Enterprise Institute (AEI) otkriva da, unatoč općem smanjenju sudjelovanja starijih radnika u gig-ekonomiji, oko 20% umirovljenih Amerikanaca sudjeluje u gig-ekonomiji, uglavnom pružajući usluge poput podučavanja, iznajmljivanja smještaja, brige za kućne ljubimce i vožnje u ride-hail aplikacijama. AEI navodi da porast sudjelovanja u gig-ekonomiji nakon umirovljenja djelomično proizlazi iz straha od financijske pripremljenosti za mirovinu, s obzirom na povećanje životne dobi ili učinke ekonomskog pada na vrijednost mirovinskih računa. Međutim, AEI također navodi dosadu kao značajan razlog sudjelovanja, s 96% gig-radnika starijih od 65 godina koji tvrde da se osjećaju ispunjenije u životu kada obavljaju posao koji im se sviđa.

## Rasa i gig-rad u Sjedinjenim Državama
Sudjelovanje u gig-ekonomiji također se razlikuje po rasama u Sjedinjenim Državama. Više tamnoputih Amerikanaca prijavljuje da su zaradili novac u gig-ekonomiji - 30% Hispanoamerikanaca, 20% crnaca i 19% Azijata - nego njihovi bijeli sugrađani, koji čine 12%. Razlike u sudjelovanju po rasi mogu se djelomično objasniti migrantskim statusom pojedinaca, jer globalno gledano, neproporcionalan broj migranata prijavljuje zarađivanje novca kroz gig-poslove. 58% anketiranih gig-radnika reklo je da je dodatni prihod "esencijalan" ili "važan", a ne "lijepo imati". Na pozivu za zaradu u drugom kvartalu 2022. godine tvrtke Uber, 70% novih vozača Ubera navelo je povećane troškove života kao primarni motiv za pridruživanje tvrtki.
U 2021, više nebijelih radnika na privremenim poslovima izrazilo je zabrinutost zbog izloženosti COVID-19 na radnom mjestu, 50%, nego njihovi bijeli kolege, 38%. Slična razlika između rasa pronađena je kod stalno zaposlenih s obzirom na nedostatak COVID-19 mjera predostrožnosti poslodavaca.

## Budućnost
Pronalaženje točne veličine radne snage u gig-ekonomiji je teško zbog različitih definicija što predstavlja "gig-posao"; ograničenja u metodama prikupljanja podataka putem kućnih anketa u odnosu na informacije iz poslovnih objekata; i različitih zakonskih definicija radnika prema poreznim, radnim i drugim javnim politikama.
Pojava gig-rada povezana je s velikim promjenama u gospodarstvu. Napredak u globalizaciji i tehnologiji stavio je pritisak na tvrtke da brzo odgovore na promjene na tržištu. Osiguravanje radne snage kroz netradicionalne ugovore poput gig-rada omogućit će tvrtkama brzo prilagođavanje veličine njihove radne snage. To može pomoći tvrtkama povećati njihove profite. S tog stajališta, nekonvencionalni gig-rad je temeljni sastavni dio današnjeg gospodarstva i vjerojatno se neće tako skoro ukinuti. 
U svojoj knjizi, The Gig Economy, Woodcock i Graham opisuju četiri puta prema radnički prijateljskoj budućnosti gig-ekonomije: povećana transparentnost, bolja regulacija, jača kolektivna organizacija radnika i platforme koje se vode kao zadruge ili javne infrastrukture.

## Gig-rad po svijetu

### Afrika
Kada je riječ o radnicima na honorarnim poslovima u Africi, postoje značajne varijacije među različitim zemljama. Pod-Saharska Afrika čini 13% svjetske radne snage, a više od 85% zaposlenja u Africi smatra se neformalnim. Međutim, ograničena je digitalna gig-ekonomija u usporedbi s drugim tržištima u nastajanju, poput jugoistočne Azije.

### Azija

#### Južna Korea
Honorarni poslovi se šire u poslovima poput dostave i kurirske usluge. Kakao je angažirao vozače kako bi izgradio sustav proxy vožnje, dok se ljudi koji se bave dostavom susreću s rastućom potražnjom za dostavom putem usluge nazvane "Vamin Connect". Postoji platforma za honorarne poslove za profesionalne slobodnjake, a ne samo posao. Platforma koja povezuje one koji žele vještih profesionalaca i one s vještinama nudi deset vrsta usluga, uključujući dizajn, marketing, programiranje, prevođenje, pisanje dokumenata i lekcije. Međutim, "honorarni radnik" još uvijek nije dobrodošao u Koreji. To je zbog toga što mnogi "honorarni radnici" imaju sukobe s postojećim uslugama i izlažu nedostatak socijalne i zakonske pripreme.

#### Jugoistočna Azija
Honorarni poslovi u jugoistočnoj Aziji rapidno su rasli od 2010. godine; prema procjenama Svjetske banke iz 2019. godine, populacija honorarnih radnika bilježi dosljednu stopu rasta od 30% godišnje.
Iako postoji već veliki neformalni sektor u mnogim zemljama jugoistočne Azije, sve veći broj honorarnih radnika u jugoistočnoj Aziji znači da postoji sve veća potreba za radnim propisima koji će zaštititi radnike od nepravednih radnih praksi. Pandemija je naglasila ovu zabrinutost i istakla ranjivost honorarnih radnika u jugoistočnoj Aziji. U Indoneziji, posebno su vozači ojeka ostali bez društvene sigurnosti i zaštite zdravlja. Prema trenutnim zakonima o radu, honorarni radnici u Indoneziji ne smiju stvarati formalne sindikate, a njihove organizacije se smatraju neformalnim zajednicama, što otežava iznošenje njihovih zahtjeva.

#### Australija
U Australiji, gig-ekonomija obuhvaća usluge poput dijeljenja vožnje, dostave hrane i raznih vrsta osobnih usluga za naknadu. Protuzakonito je da poslodavac tvrdi da je radnik neovisni izvođač radova kada je zapravo zaposlenik. U slučaju da se to dogodi, posao bi mogao biti odgovoran za kazne prema Zakonu o radu i morao bi nadoknaditi propuštene naknade.

### Europa
Kada je riječ o radnicima platformi u Europi, postoje značajne razlike među zemljama. Velika Britanija ima najveću stopu platformskog rada. Ostale zemlje s visokim relativnim vrijednostima su Njemačka, Nizozemska, Španjolska, Portugal i Italija. S druge strane, Finska, Švedska, Francuska, Mađarska i Slovačka pokazuju vrlo niske vrijednosti u usporedbi s drugima. Tipični europski radnik na platformi je mladi muškarac. Tipični radnik na platformi vjerojatno ima obitelj i djecu, i bez obzira na dob, radnici na platformi obično imaju manje godina iskustva na tržištu rada od prosječnog radnika. Većina radnika platformi pruža više od jedne vrste usluge i aktivni su na dvije ili više platformi. Iako se fleksibilnost i autonomija često spominju kao motivacije za radnike platformi, nedostatak alternativa također je čest razlog.
Jedno kontroverzno pitanje, iako nije jedinstveno za Europu, jest status zapošljavanja radnika na platformi. U većini slučajeva pružatelji usluga radne snage putem platformi su formalno nezavisni izvođači radova, a ne zaposlenici. Međutim, kada su upitani o svojoj trenutnoj zaposlenosti, 75,7% radnika na platformi tvrdi da su zaposlenici (68,1%) ili samozaposleni (7,6%). Radni status radnika platformi nije jasan čak ni samim radnicima, a to odražava i neizvjesnost u vezi ovog pitanja u političkim i pravnim raspravama diljem Europe. Iako platformski rad može smanjiti ulazne barijere na tržištu rada i olakšati sudjelovanje u radu kroz bolje postupke uparivanja i olakšavanje uvjeta rada za određene skupine, ovaj tip rada često se oslanja na radnu snagu nezavisnih izvođača radova čiji su uvjeti zaposlenja, zastupljenosti i društvene zaštite nejasni i često nepovoljni.
U većini država Europske unije pravila koja reguliraju doprinose i prava na socijalnu zaštitu temelje se uglavnom na stalnim ugovorima o radu između radnika i jednog poslodavca. Kao rezultat, radnici s nekonvencionalnim ugovorima često nemaju istu zaštitu prihoda i socijalne sigurnosti kao radnici s ugovorima standardnih poslodavaca i radnika. Moderni sustavi socijalne zaštite trebaju biti prilagođeni kontekstu nepravilnih karijera i čestih prijelaza, a povezivanje prava s pojedincima umjesto s poslovima može doprinijeti tome i istovremeno potaknuti mobilnost i ublažiti socijalne troškove prilagođavanja tržištu rada.

#### Ujedinjeno Kraljevstvo
U nekim pravnim jurisdikcijama, sudski postupci su klasificirali punokrvne slobodne stručnjake koji rade za jednog glavnog poslodavca u gig-ekonomiji kao radnike i dodijelili im redovita radnička prava i zaštitu. Primjer je presuda iz listopada 2016. protiv Ubera u slučaju Uber BV protiv Aslama, koja je poduprla zahtjev dvojice Uberovih vozača da budu klasificirani kao radnici i da dobiju povezana radnička prava i beneficije.
Godine 2019. Vrhovni sud Ujedinjenog Kraljevstva dao je smjernice o ispravnom načinu kategorizacije radnika u "ekonomiji koncerata". Londonska tvrtka Pimlico Plumbers izgubila je žalbu na argument da je jedan od njenih vodoinstalatera bio "radnik", tj. ne zaposlenik, već da uživa neka "radna" prava poput naknade za godišnji odmor i naknade za bolovanje. Employment Appeals Tribunal presudio je da su Hermesovi kuriri "radnici" s određenim zakonskim beneficijama uključujući minimalnu plaću, odmore i plaću za godišnji odmor. Godine 2018. Uber je izgubio sudski spor u kojem se tvrdilo da su vozači radnici i stoga imaju pravo na radnička prava, uključujući minimalnu plaću i plaćeni godišnji odmor. Druga britanska tvrtka uključena u pravne slučajeve "radničkog statusa" je CitySprint. 19. veljače 2021. Vrhovni sud presudio je u korist 25 Uberovih vozača koji imaju "status radnika"; publikacija Personnel Today sugerira da ovaj slučaj utvrđuje "jednom zauvijek da u Ujedinjenom Kraljevstvu model vozača koji se temelji na samozaposlenim aplikacijama više nije održiv".
Mnogi "gig-radnici u ekonomiji" nisu mogli primiti sredstva potpore za pandemiju COVID-19.

### Latinska Amerika i Karibi

#### Brazil
Nesigurnost rada, s porastom digitalnih aplikacija za isporuku roba i usluga, fenomen popularno poznat kao uberizacija, unatoč tome što se javlja u nekoliko zemalja diljem svijeta, dobio je na snazi u Brazilu, zemlji pogođenoj deindustrijalizacijom i ovisnošću o uslužni sektor.
Unatoč obećanjima brazilskih državnih vlasti da će donijeti nove zakone za reguliranje te aktivnosti, nepostojanje posebne uredbe koja pokriva ovaj novi oblik odnosa između brazilskih tvrtki i radnika na koncertima povećalo je pravnu nesigurnost i postalo izvor društvenih sukoba.
Godine 2020. održan je nacionalni štrajk koji je okupio dostavljače koordinirane nizom društvenih pokreta, poput Entregadores Antifascistas, kolektivne organizacije radnika na koncertima, koji su mobilizirali niz akcija i skrenuli pozornost brazilskog društva na problem.
Prema IPEA -i, vladinoj istraživačkoj agenciji, procijenjeno je da je u listopadu 2021. broj radnika na koncertima u Brazilu iznosio 1,4 milijuna ljudi.

### Sjedinjene Američke Države
U 2015. godini gotovo jedan od deset Amerikanaca (8%) zaradio je novac koristeći digitalne platforme kako bi preuzeo posao ili zadatak. U međuvremenu, gotovo jedan od pet Amerikanaca (18%) zaradio je novac prodajom nečega online, dok je 1% iznajmio svoju nekretninu na stranici za dijeljenje domova. Zbrajajući sve koji su obavljali barem jednu od ove tri aktivnosti, oko 24% odraslih Amerikanaca zaradilo je novac u "platformskoj ekonomiji" u 2015.
Godine 2022. Ministarstvo rada SAD-a objavilo je prijedlog za reviziju smjernica Ministarstva o tome kako odrediti tko je zaposlenik ili neovisni ugovaratelj prema Zakonu o poštenim radnim standardima (FLSA). Predloženo pravilo olakšalo bi zaposlenicima na koncertima/neovisnim ugovarateljima da steknu puni status zaposlenika. Tvrtke bi bile obvezne osigurati prava i beneficije gig-radnicima, neovisnim izvođačima koji su jednaki standardnim zaposlenicima. Ove naknade uključuju minimalnu plaću, zdravstveno osiguranje, doprinose za socijalno osiguranje i osiguranje za slučaj nezaposlenosti. Pravilo bi zamijenilo prethodno doneseno pod Trumpovom administracijom koje je otežavalo klasificiranje zaposlenika/neovisnog ugovaratelja kao zaposlenika.

#### Kalifornija
U 2019. zakonodavno tijelo Kalifornije donijelo je zakon (AB 5) kojim se od svih tvrtki zahtijeva da svoje radnike na koncertima ponovno klasificiraju iz " neovisnih izvođača " u " zaposlenike ". (U SAD-u postoje dvije međusobno isključive klasifikacije zaposlenika; sljedeća inicijativa glasanja stvorila je treću u Kaliforniji. ) Kao odgovor na AB 5, tvrtke za dijeljenje i dostavu prijevoza temeljene na aplikacijama Uber, Lyft, DoorDash, Instacart i Postmates pokrenule su inicijativu za glasanje ( 2020. California Proposition 22 ), koja je pobijedila sa 60% glasova i oslobodila ih pružanja potpuni paket obveznih beneficija za zaposlenike (vrijeme i pol za prekovremeni rad, plaćeno bolovanje, zdravstvena skrb koju osigurava poslodavac, prava na pregovaranje i osiguranje za slučaj nezaposlenosti - između ostalog), dok umjesto toga vozačima daje novu zaštitu od:
- 120 posto lokalne minimalne plaće za svaki sat koji vozač provede u vožnji (sa suvozačem ili na putu), ali ne vrijeme provedeno čekajući
- 0,30 USD po milji za troškove za svaku milju prijeđenu s putnikom ili na ruti
- naknada za zdravstveno osiguranje za vozače koji u prosjeku voze više od 15 sati tjedno
- zahtijeva od tvrtki da plate troškove liječenja i nešto izgubljenog prihoda za vozače ozlijeđene tijekom vožnje ili čekanja
- zabranjuje diskriminaciju na radnom mjestu i zahtijeva da tvrtke: razviju politiku seksualnog uznemiravanja, provode provjere kriminalne prošlosti i obavezne sigurnosne obuke za vozače[58][59][60][61]